# Чолутека
Чолуте́ка (ісп. Choluteca) — місто на півдні Гондурасу, адміністративний центр департаменту Чолутека. Населення 101,6 тис. (2001, оцінка).

## Географія
Місто розташоване на Панамериканському шосе, біля кордону з Нікарагуа, на річці Чолутека. Через річку перекинутий міст, побудований в 1930-х роках інженерними військами армії США.

### Клімат
Місто розташоване в зоні, котра характеризується кліматом тропічних саван. Найтепліший місяць — квітень із середньою температурою 30 °C (86 °F). Найхолодніший місяць — вересень, із середньою температурою 25,6 °C (78 °F).
| Клімат Чолутеки         | Клімат Чолутеки | Клімат Чолутеки | Клімат Чолутеки | Клімат Чолутеки | Клімат Чолутеки | Клімат Чолутеки | Клімат Чолутеки | Клімат Чолутеки | Клімат Чолутеки | Клімат Чолутеки | Клімат Чолутеки | Клімат Чолутеки | Клімат Чолутеки |
| Показник                | Січ.            | Лют.            | Бер.            | Квіт.           | Трав.           | Черв.           | Лип.            | Серп.           | Вер.            | Жовт.           | Лист.           | Груд.           | Рік             |
| Середня температура, °C | 28              | 29              | 29              | 30              | 29              | 27              | 28              | 28              | 26              | 27              | 27              | 28              | 28              |
| Норма опадів, мм        | 1               | 5               | 4               | 36              | 285             | 320             | 164             | 220             | 374             | 290             | 72              | 6               | 1777            |
| ----------------------- | --------------- | --------------- | --------------- | --------------- | --------------- | --------------- | --------------- | --------------- | --------------- | --------------- | --------------- | --------------- | --------------- |
| Джерело: Weatherbase    |                 |                 |                 |                 |                 |                 |                 |                 |                 |                 |                 |                 |                 |

## Історія
Засноване в 1522 році, в 1845 році отримало статус міста. З колоніального періоду в місті збереглося багато будівель.
Повінь під час урагану Мітч 1998 року викликала значні руйнування в Чолутеці. Кількість опадів перевищила кілька місячних норм, що призвело до розливу річки Чолутека.

## Економіка
Чолутека — один з економічно розвинених районів Гондурасу. Сільське господарство: виробництво цукру; розведення креветок; вирощують дині, кавуни, бамію, батат, бавовник, каву, кунжут, кукурудзу; скотарство, рибальство. Шкіряна, лісова промисловість.
Транзитний пункт на Панамериканському шосе. Аеродром.

## Відомі персоналії
У Чолутеці народився Хосе Сесилія дель Вальє (1780—1834) — голова Гондурасу в 1823—1824 роках (у складі Центральноамериканської федерації).